# UFC 319
UFC 319: du Plessis vs. Chimaev è stato un evento di arti marziali miste tenuto dalla Ultimate Fighting Championship il 16 agosto 2025 allo United Center di Chicago, negli Stati Uniti.

## Risultati
|                                        | Divisione             |                     |                 |                       | Metodo                                  | Round           | Tempo           | Premio          |
| Card Principale                        | Card Principale       | Card Principale     | Card Principale | Card Principale       | Card Principale                         | Card Principale | Card Principale | Card Principale |
| -------------------------------------- | --------------------- | ------------------- | --------------- | --------------------- | --------------------------------------- | --------------- | --------------- | --------------- |
| Sfida valida per il titolo di campione | Pesi medi             | Khamzat Chimaev     | batte           | Dricus Du Plessis (c) | Decisione unanime (50–44, 50–44, 50–44) | 5               | 5:00            | POTN            |
|                                        | Pesi piuma            | Lerone Murphy       | batte           | Aaron Pico            | KO (gomitata girata)                    | 1               | 3:21            | POTN            |
|                                        | Pesi welter           | Carlos Prates       | batte           | Geoff Neal            | KO (gomitata girata)                    | 1               | 4:59            | POTN            |
|                                        | Pesi medi             | Michael Page        | batte           | Jared Cannonier       | Decisione unanime (29–28, 29–28, 29–28) | 3               | 5:00            |                 |
|                                        | Pesi mosca            | Tim Elliott         | batte           | Kai Asakura           | Sottomissione (guillotine choke)        | 2               | 4:39            | POTN            |
| Card Preliminare                       |                       |                     |                 |                       |                                         |                 |                 |                 |
|                                        | Pesi medi             | Baysangur Susurkaev | batte           | Eric Nolan            | Sottomissione (rear-naked choke)        | 2               | 2:01            |                 |
|                                        | Pesi medi             | Michał Oleksiejczuk | batte           | Gerald Meerschaert    | KO tecnico (pugni)                      | 1               | 3:03            |                 |
|                                        | Pesi paglia femminili | Loopy Godínez       | batte           | Jéssica Andrade       | Decisione unanime (29–28, 29–28, 29–28) | 3               | 5:00            |                 |
|                                        | Pesi leggeri          | Alexander Hernandez | batte           | Chase Hooper          | KO tecnico (pugni)                      | 1               | 4:58            |                 |
|                                        | Pesi leggeri          | Drakkar Klose       | batte           | Edson Barboza         | Decisione unanime (29–28, 29–28, 29–28) | 3               | 5:00            |                 |
|                                        | Pesi mosca femminili  | Karine Silva        | batte           | Dione Barbosa         | Decisione unanime (29–28, 29–28, 29–28) | 3               | 5:00            |                 |
|                                        | Pesi mosca            | Joseph Morales      | batte           | Alibi Idiris          | Sottomissione (triangle choke)          | 2               | 3:04            |                 |

## Premi
I lottatori premiati ricevettero un bonus di 50.000 dollari.
Legenda:
- FOTN: Fight of the Night (vengono premiati entrambi gli atleti per il miglior incontro dell'evento)
- POTN: Performance of the Night (viene premiato il vincitore per la migliore performance dell'evento)